# Berndt-Otto Rehbinder
Berndt-Otto Viktor Olof R. Rehbinder (* 1. Mai 1918 in Karlskrona; † 12. Dezember 1974 in Boden) war ein schwedischer Fechter.

## Erfolge
Berndt-Otto Rehbinder wurde 1954 in Luxemburg mit der Mannschaft Vizeweltmeister. 1950 in Monte Carlo, 1951 in Stockholm und 1961 in Turin gewann er mit ihr außerdem die Bronzemedaille. Dreimal nahm er an Olympischen Spielen teil: bei den Olympischen Spielen 1952 in Helsinki erreichte er mit der schwedischen Equipe die Finalrunde, die auf dem zweiten Platz hinter Italien abgeschlossen wurde. Gemeinsam mit Per Carleson, Carl Forssell, Bengt Ljungquist, Lennart Magnusson und Sven Fahlman erhielt Rehbinder somit die Silbermedaille. 1956 schied er in Melbourne sowohl im Einzel als auch mit der Mannschaft in der Vorrunde aus, vier Jahre darauf kam er in Rom im Einzel nicht über die Halbfinalrunde hinaus. Im Mannschaftswettbewerb wurde er Fünfter.